# Leviathan (film 2014)
Leviathan  (in russo Левиафан?, Leviafan) è un film del 2014 diretto da Andrej Zvjagincev e scritto dallo stesso Zvjagincev in collaborazione con Oleg Negin. Si è aggiudicato il premio come miglior film straniero ai Golden Globe 2015.

## Trama
Ambientato nella fittizia città costiera di Pribrezhny, sul Mare di Barents, nel nord della Russia, racconta la tragica serie di eventi che riguardano Nikolaj (detto Kolja), un impulsivo meccanico, la sua seconda moglie Lilja ed il figlio di prime nozze adolescente, Roman.
Vadim, il corrotto sindaco della città, ha avviato le pratiche per l'esproprio delle proprietà di Nikolaj, presumibilmente per costruirvi un traliccio di trasmissione, offrendo come indennizzo una sottostima eccessiva del valore dei beni (circa 600.000 rubli quando una seconda valutazione, commissionata da Nikolaj, avrebbe stabilito la cifra a circa 3,5 milioni di rubli). Pertanto l'uomo si rivolge a Dimitri (detto Dima), un suo vecchio amico dell'esercito ed ora avvocato di successo a Mosca, allo scopo di fermare l'esproprio.
Nel corso del processo Nikolaj viene ingiustamente arrestato per aver urlato contro un poliziotto corrotto alla stazione di polizia. Quando la causa si risolve a favore di Vadim, Dimitri tenta di farlo desistere e di ottenere la scarcerazione di Kolja minacciandolo con alcuni documenti compromettenti. Durante la prigionia di Nikolaj, Lilja si concede all'avvocato.
Qualche giorno dopo, durante una gita in occasione del compleanno di Ivan Stepanovic, l'amichetto di Roman assiste ad un atto sessuale tra la matrigna di quest'ultimo e Dima, portando così alla luce il fatto e scatenando un'aggressione da parte di Nikolaj nei confronti dei due. Nel mentre Vadim, per ricevere conforto spirituale, fa visita ad un suo amico, vescovo della chiesa ortodossa locale, che gli dice che tutto il potere proviene solo da Dio e lo incoraggia ad affrontare e risolvere i suoi problemi con tenacia. Di ritorno in città, il sindaco ed i suoi scagnozzi attirano Dimitri in trappola e, simulando un'esecuzione, lo spaventano a morte e lo costringono a tornare a Mosca.
Lilja torna a casa dal marito, ma è depressa a causa della notizia della sua relazione che si è sparsa. Vadim continua con le pratiche per l'esproprio e la famiglia, ormai impotente, comincia a preparare il trasloco; durante i preparativi Nikolaj e Lilja consumano un atto sessuale in cantina ma vengono visti da Roman, che immediatamente lascia la casa sconvolto e scoppia in lacrime nei pressi di un gigantesco scheletro di balena lungo la riva del mare. Tornato a casa a tarda sera, il ragazzo accusa Lilja di tutto ciò che è andato storto nelle loro vite.
Quella notte, Lilja non riesce a dormire e lascia la casa alle prime luci dell'alba diretta verso la costa. La mattina seguente non si presenta al lavoro e il suo telefono risulta irraggiungibile. Nonostante inizialmente si pensi sia partita anche lei per Mosca, il suo corpo senza vita viene rinvenuto qualche giorno dopo sulla spiaggia. Kolja, distrutto, si rifugia nell'alcol ed incontra un prete a cui chiede perché Dio gli stia facendo questo. Il prete gli risponde citando il Libro di Giobbe e sottolineando che quando il Patriarca accettò il suo destino venne ripagato con una lunga e gioiosa vita.
Il giorno dopo Nikolaj viene arrestato. La polizia sostiene che l'uomo abbia stuprato ed ucciso la moglie colpendola alla testa con un oggetto contundente. Contro di lui concorrono le testimonianze di alcuni suoi amici (tra cui l'amico tenente di polizia Paša) riguardo alle minacce proferite nei confronti della donna in occasione della scoperta della sua relazione con Dimitri, ed un martello da lavoro rinvenuto nell'officina dell'uomo dalla forma "simile" alla ferita sulla testa della donna. Dopo un processo, Kolja viene condannato a scontare quindici anni in una prigione di massima sicurezza.
Roman, ormai solo, viene accolto in casa da Paša e sua moglie Angela, un tempo compagni di scuola di Nikolaj e della madre naturale del ragazzo. Nel mentre Vadim riceve una telefonata che lo informa della condanna e soddisfatto dichiara che Kolja ha avuto quel che si merita per aver tentato di ostacolare i suoi piani. La casa e l'officina di Kolja vengono abbattute dalle ruspe e partono i lavori di "riqualifica".
Nel finale si rivelano i veri intenti del sindaco: ora al posto della casa sorge una lussuosa chiesa ortodossa nella quale l'amico vescovo tiene un sermone alla presenza di tutti i pezzi grossi della città. Il vescovo esalta la verità del Signore rispetto alla verità del mondo, incita i fedeli a non agire con la violenza o l'inganno e, dato che le buone intenzioni non giustificano atti malvagi, di riporre fiducia in Cristo.

## Produzione

### Riprese
Il film è stato girato nell'estate del 2013 tra le cittadine di Kirovsk, Mončegorsk, Apatity ed il villaggio di Teriberka, tutte situate nella Penisola di Kola (Oblast' di Murmansk).

## Riconoscimenti
- 2014 – European Film Awards
  - Candidatura per il miglior film
  - Candidatura per il miglior regista a Andrej Zvjagincev
  - Candidatura per il miglior attore a Alexej Serebrjakov
  - Candidatura per la miglior sceneggiatura a Oleg Negin e Andrej Zvjagincev
- 2014 – Festival di Cannes
  - Miglior sceneggiatura a Oleg Negin e Andrej Zvjagincev
  - Candidatura per la Palma d'oro a Andrej Zvjagincev
- 2015 – British Academy Film Awards
  - Candidatura per il miglior film straniero
- 2015 – Golden Globe
  - Miglior film straniero[3]
- 2015 – Premio Oscar
  - Candidatura per il miglior film straniero